# 阿塞拜疆國家圖書館
阿塞拜疆米爾扎·法塔利·阿洪多夫國家圖書館是阿塞拜疆的國家圖書館，位於首都巴庫，成立於1922年，次年5月23日搬到現址。其建築師為阿塞拜疆人米卡伊·侯赛因诺夫，其名稱是為了紀念該國作家米爾扎·法塔利·阿洪多夫。圖書館大樓正面有多位作家、詩人的雕像，其中包括紹塔·魯斯塔韋利、普希金、于澤爾·哈策貝育夫、尼扎米等。

## 外部連結
- UN System Depository Libraries profile （页面存档备份，存于）